# Danny Lockin
Daniel Joseph „Danny“ Lockin (* 13. Juli 1943 in Lanai, Hawaii; † 21. August 1977 in Anaheim, Kalifornien) war ein US-amerikanischer Schauspieler und Tänzer.

## Leben
Lockin wuchs in seiner Kindheit in Omaha, Nebraska, auf. Als Jugendlicher zog er mit seinen Eltern nach Anaheim in Kalifornien und besuchte dort die Rancho Alamitos High School.
Als Tänzer und Schauspieler war Lockin in verschiedenen Theater- und Filmproduktionen tätig. 1959 erhielt er eine Rolle im Musical Gypsy. 1962 war er ebenso in der Filmrolle von Gypsy zu sehen. In der Rolle von Barnaby Tucker wurde er im Film Hello, Dolly! bekannt.
Lockin war von 1967 bis 1969 mit Cathy Haas verheiratet und hatte ein Kind. 1977 wurde er in Anaheim ermordet.

## Filmografie (Auswahl)
- 1962:	Gypsy – Königin der Nacht (Gypsy) – Rolle: Yonkers Farmjunge
- 1963:	Die verlorene Rose (The Stripper)
- 1964:	My Three Sons – Rolle: Jay Robinson, Episode: The Substitute Teacher
- 1969: Hello, Dolly! – Rolle: Barnaby Tucker